# Manfred Jochimiak

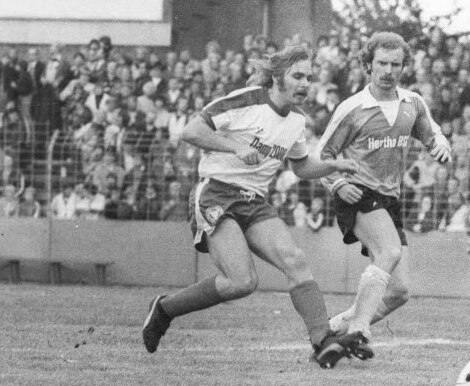
Manfred Jochimiak (li.) bei einem Freundschaftsspiel im Kieler Holstein-Stadion (1979)

Manfred Jochimiak (* 26. Februar 1951) ist ein ehemaliger deutscher Fußballspieler.

## Laufbahn
Jochimiak spielte bis 1970 bei OT Bremen, von 1970 bis 1972 bei Eintracht Bremen und zwischen 1972 und 1974 mit Bremerhaven 93 in der Regionalliga. Im Zeitraum 1974 bis 1976 stand er wieder für OT Bremen und in der Saison 1976/77 für Eintracht Bremen auf dem Platz.
1977 schloss sich Jochimiak Holstein Kiel an. 1978 stieg der Stürmer in den Farben der Fördestädter gemeinsam mit Mannschaftskameraden wie Immo Stelzer, Volker Tönsfeldt und Holger Haltenhof in die 2. Fußball-Bundesliga auf. Zwischen 1978 und 1981 stand Jochimiak in 85 Zweitliga-Begegnungen auf dem Platz und erzielte 23 Tore. Bis Anfang Dezember 2020, als Alexander Mühling mit ihm gleichzog, war der „Joschi“ genannte Angreifer mit dieser Trefferanzahl bester Kieler Zweitligatorschütze. Jochimiak studierte an der Christian-Albrechts-Universität zu Kiel Mathematik und Sport für das Lehramt. Jochimiak blieb bis 1982 bei Holstein Kiel, in der Saison 1982/83 trug er die Farben von Flensburg 08.
Als Trainer war Jochimiak im Spieljahr 1983/84 bei Comet Kiel tätig, 1984/85 hatte er bei der Bramstedter TS das Amt des Spielertrainers inne. Zwischen 1986 und 1990 war er Trainer bei TS Wentorf, im Laufe der 1990er Jahre betreute er den TSV Russee, SW Elmschenhagen sowie die A-Jugend des TSV Altenholz. Im Jahr 2000 war er als B-Jugendtrainer bei Holstein Kiel eingebunden.